# Карадагский природный заповедник
«Карадагская научная станция им. Т. И. Вяземского — природный заповедник РАН» (укр. Карадазька навукова станція ім. Т. В'яземського — природний заповідник РАН, крымскотат. Qara Dağ tabiat qoruğı, Къара Дагъ табиат къоругъы) или Карада́гский приро́дный запове́дник (укр. Карадазький природний заповідник, крымскотат. Qara Dağ tabiat qoruğı, Къара Дагъ табиат къоругъы) — заповедник в юго-восточной части Крыма. Занимает территорию вулканического массива Кара-Даг. Площадь — 2874,2 га, в том числе суши — 2065,1 га и акватории Чёрного моря — 809,1 га. Основными целями работы заповедника являются изучение состояния биоразнообразия, мониторинг наземных и водных экосистем, а также экологическое просвещение. При заповеднике создан Музей природы и две экотропы: пешеходная и морская.
Аквально-скальный комплекс Карадага, что в составе заповедника, имеет статус водно-болотных угодий международного значения, согласно Рамсарской конвенции с особым охранным режимом.

## История
Предыстория начинается с создания в 1914 году Карадагской научной станции им. Т. И. Вяземского, которая в 1963 году стала Карадагским отделением института биологии южных морей АН УССР им. А. О. Ковалевского. За годы работы станции был накоплен богатый научный материал в сферах геологического (А. П. Павлов, Ф. Ю. Левинсон-Лессинг, А. Е. Ферсман, А. Ф. Слуцкий, Д. В. Соколов), ботанического (Д. П. Сырейщиков), зоологического (И. И. Пузанов), гидробиологического (В. Л. Паули, К. А. Виноградов), физиологического (Е. М. Крепс, Г. Е. Шульман) знания.
Впервые же необходимость заповедания данной местности научно обосновал ещё в 1922 году академик А. П. Павлов, который считал, что оригинальные формы рельефа и ландшафты Карадага могут соревноваться с известным Йеллоустонским национальным парком в США. Поначалу Карадаг получил статус памятника природы местного, а затем в 1963 году республиканского значения. Заповедание Карадага было произведено с целью сохранения уникального природно-минералогического комплекса, усиления охраны и изучения редких видов флоры и фауны.
Заповедник был создан 9 августа 1979 года по постановлению Совета Министров УССР.
В 1997 году заповедник получил статус юридического лица, и Карадагское отделение было переименовано в Карадагский природный заповедник Национальной Академии наук Украины.
В украинский период была проделана большая организационно-правовая работа по созданию заповедника директором - А. Л. Морозовой. Были проведены кадастровые работы по вынесению границ заповедника. В российский период границы были уточнены и в 2018 году данные о границах заповедника были занесены в госкомрегистр. Также в украинский период Морозовой были согласованы участки охранной зоны заповедника с Коктебельским поселковым советом и Щебетовским поселковым советом. На сегодняшний день выполняются кадастровые работы по установлению границ охранной зоны заповедника. Часть дел находятся в суде. Данные дела связаны с выделением земельных участков в границах охранной зоны заповедника. На сегодняшний день судебные тяжбы еще ведутся.
После аннексии Крыма Россией в марте 2014 года заповедник сохранил статус научного учреждения, прошёл перерегистрацию в соответствии с нормами законодательства Российской Федерации и получил название «Государственное бюджетное учреждение науки и охраны природы Республики Крым „Карадагский природный заповедник“». Учредителем является Государственный комитет по лесному и охотничьему хозяйству Республики Крым. 09 декабря 2015 года на согласно Распоряжению Правительства Российской Федерации от 07.09.2015 г. № 1743-р на базе имущественного комплекса ГБУ НОП РК «Карадагский природный заповедник» было создано федеральное государственное бюджетное учреждение науки «Карадагская научная станция им. Т. И. Вяземского — природный заповедник РАН». Таким образом Карадагский заповедник вернул себе статус академического учреждения в структуре ФАНО России — РАН.
В июне 2018 года ФАНО было расформировано и его полномочия переданы Министерству науки и высшего образования РФ. Через год, в июне 2019 года, Федеральное государственное бюджетное учреждение науки «Карадагская научная станция им. Т.И. Вяземского – природный заповедник РАН» в результате реорганизации стало филиалом Федерального государственного бюджетного учреждения науки Федеральный исследовательский центр «Институт биологии южных морей имени А.О. Ковалевского РАН». Директором ФИЦ ИнБЮМ является кандидат географических наук Горбунов Роман Вячеславович, заместителем директора по ООПТ – директором КНС – ПЗ РАН – филиала ФИЦ ИнБЮМ – Литвин Вячеслав Александрович. В марте 2019 года приказом Министерства науки и высшего образования Российской Федерации от 11.03.2019 г. № 11н было утверждено положение о государственном природном заповеднике «Карадагский».

## География и климат заповедника
Заповедник занимает территорию горно-вулканического массива Кара-Даг, расположенного в 36 км на юго-запад от Феодосии, между Отузской и Коктебельской долинами. На границах заповедника расположены населённые пункты Коктебель, Щебетовка и Курортное.
Климат заповедника является переходным от средиземноморского к умеренно континентальному.

## Природа
Растительность заповедника отличается видовым богатством и представлена тремя поясами: от уровня моря до 250 м — поясом степей, кустарников и редколесья; от 250 до 450 м — лесами из дуба пушистого, выше 450 м — скально-дубовыми и грабовыми лесами.
Флора Кара-Дага насчитывает более 2500 видов, среди которых 52 эндемика, из них 3 узколокальные — (боярышник Поярковой, эремурус Юнге и ясколка Стевена). 79 видов особо редких растений занесены в Красную книгу Украины.
Фауна заповедника не менее богата, чем флора и насчитывает 5300 видов. Среди них 146 видов моллюсков, 196 — ракообразных, 500 — паукообразных, 3000 — насекомых. Количество видов позвоночных 402, среди них на территории заповедника в настоящее время обитает 35 видов млекопитающих, 231 — птиц, 9 видов рептилий, 4 вида земноводных, 114 видов рыб. 18 видов животных занесены в Красную книгу. Здесь водятся лиса, дикий кабан, косуля, каменная куница, белка, заяц-русак, ёж, малый нетопырь, крымская ящерица, скальная ящерица.
Морская биота акватории заповедника представлена типичной черноморской флорой (454 вида) и фауной (около 900 видов). Заросли красных, зелёных и бурых водорослей служат местом нереста для многих видов рыб: черноморской ставриды, черноморской барабули, морского карася, морского окуня. Всего здесь водятся около 80 видов рыб и 200 видов бентосных животных. У берегов Кара-Дага встречаются все три вида черноморских дельфинов: дельфин-белобочка, афалина и черноморская морская свинья (азовка). Вдоль побережья распространены колонии занесённых в Красную книгу хохлатых бакланов.
- Массив «Король с королевой и сопровождающая их свита»
- Скала «Пряничный конь»
- Скала «Чёртов палец»
- Лягушачьи бухты
- Вид с моря
- Утесы с моря
- Утесы с моря, Юрские конгломераты
- Вид на побережье сверху
- Вид сверху
- Каменный Дракон

## Промышленная деятельность
В 1927 году в районе Карадага существовал карьер по добыче полудрагоценных поделочных камней — сердолика и агата. Огромными партиями их отправляли в Санкт-Петербург, где обрабатывали и превращали в уникальные украшения. По требованию местных жителей карьер закрыли.
В 1930-х годах в районе Карадага начали добывать яшмовидный карадагский трас. Его увозили в Новороссийск на цементный завод, где добавляли для прочности в строительный материал.

### Планерское месторождение андезита
В октябре 2012 года Государственная служба геологии и недр Украины выставила местное месторождение вулканической породы андезит на аукцион по продаже спецразрешений на пользование недрами. Право на промышленную разработку месторождения в южной и западной частях хребта Татар-Хабурга получило ООО «Стройпрогресс», с которым связывают имя депутата Верховного Совета Крыма Фрунзе Мардояна. Участок, отведённый под карьер, занимает 50 гектаров, из которых под геологоразведку отводится 20 га, и располагается всего лишь в полукилометре от уникального Карадагского массива. За разработку участка ООО «Стройпрогресс» заплатил 30 тыс. гривен. При этом тот факт, что под карьер отведён участок, практически вплотную примыкающий к границе Карадагского природного заповедника, не нашёл отражения в экспертной оценке влияния промышленной добычи камня на окружающую среду, выполненной производственным кооперативом «Геолог».
Научные сотрудники Карадагского природного заповедника утверждают, что карьер в недопустимой близи от северо-восточной части Карагдаского массива погубит заповедник. Участники XVII Волошинских чтений, представляющие широкую научную общественность Украины и России, приняли открытое письмо к украинским и крымским властям. В нём говорится: «Решительно протестуем против варварских планов разрушения уникальной культурно-природной целостности Коктебеля путём устройства на территории посёлка Коктебель промышленного карьера…».
Летом 2013 года «Стройпрогресс» проводил работы по подготовке к освоению площадки под карьер и дробильный цех. 27 августа 2013 года на заседании Совмина Крыма под председательством первого вице-премьера Павла Бурлакова дано разрешение фирме «Стройпрогресс» на разработку проекта землеустройства по отводу земельного участка карьера площадью 7,27 га на расстоянии 450 метров от границы Карадагского природного заповедника. На карьер по добыче андезита выделили 6,26 га, и 1,01 га для дробильного цеха. Из карьера «Стройпрогресс» планировал получить 3 млн кубических метров особо прочной строительной щебёнки.
Создать буферную зону вокруг Карадагского природного заповедника Рескомприроды Крыма собирался до конца 2013 года, что делало бы карьер незаконным. Местные жители выступили против карьера, направив обращения к руководству Украины и Крыма с требованием запретить разработку карьера у заповедника и Коктебеля. Активным лоббистом карьера являлся премьер-министр Крыма Анатолий Могилёв и мэр Коктебеля Алексей Булыга, осуждённый осенью 2013 года за служебную халатность.
В ноябре 2014 года министр экологии и природных ресурсов Республики Крым Геннадий Нараев заверил, что решение о разработке Планерского месторождения андезита у подножия горы Кара-Даг будет принимать общественность. При этом он заявил, что в минэкологии пока не поступали обращения по поводу разработки месторождения.
В мае 2015 года стало известно, что ООО «Стройпрогресс» ранее подало заявление в минэкологии Республики Крым на приведение особых условий специального разрешения на пользование недрами в соответствие с законодательством РФ. На май 2015 года статус и категория Карадагского природного заповедника не приведены в соответствие с федеральным законом «Об особо охраняемых природных территориях». В частности, согласно распоряжению Совета министров от 5 февраля 2015 года № 69-р заповедник не включён в перечень особо охраняемых природных территорий регионального значения Республики Крым.
Представители общественной организации «Гражданский актив Коктебеля» в мае 2015 года заявили, что готовы, в случае необходимости, перекрыть дорогу к месту предполагаемого карьера.